# Provinz Huarmey
Die Provinz Huarmey ist eine der 20 Provinzen, die die Verwaltungsregion Ancash in Peru bilden. In dem 3.908,4 km² großen Gebiet lebten im Jahr 2017 30.560 Menschen, was einer Bevölkerungsdichte von 7,8 Einwohnern pro km² entspricht. Verwaltungssitz ist Huarmey.

## Geographische Lage
Die Provinz Huarmey liegt 230 km nordnordwestlich der Landeshauptstadt Lima. Die Provinz erstreckt sich über eine Länge von 95 km entlang der Pazifikküste. Sie reicht bis zu 70 km ins Inland. Im Osten der Provinz erheben sich die Berge der Cordillera Negra, einem niedrigeren Gebirgszug der peruanischen Westkordillere. Die Flüsse Río Culebras und Río Huarmey münden in der Provinz ins Meer. Im Süden reicht die Provinz bis in das Flusstal des Río Fortaleza. Im Norden grenzt die Provinz Huarmey an die Provinz Casma, im Osten an die Provinzen Huaraz, Aija, Recuay und Bolognesi. Im Süden liegt die Provinz Barranca.

## Gliederung
Die Provinz Huarmey besteht aus 5 Distrikten (distritos). Der Distrikt Huarmey ist Sitz der Provinzverwaltung.
| Distrikt  | Verwaltungssitz    |
| --------- | ------------------ |
| Cochapeti | Cochapeti          |
| Culebras  | La Caleta Culebras |
| Huarmey   | Huarmey            |
| Huayán    | Huayán             |
| Malvas    | Malvas             |